# Liste des monuments historiques de Toulon
Ce tableau présente la liste de tous les monuments historiques classés ou inscrits dans la ville de Toulon, dans le Var, en France.

## Liste
| Monument                                          | Adresse | Coordonnées                                                                 | Notice                           | Protection     | Date           | Illustration   |                                                   |
| ------------------------------------------------- | ------- | --------------------------------------------------------------------------- | -------------------------------- | -------------- | -------------- | -------------- | ------------------------------------------------- |
| Cathédrale Notre-Dame-de-la-Seds de Toulon        | Toulon  | Place Cathédrale                                                            | 43° 07′ 17″ nord, 5° 56′ 03″ est | « PA00081749 » | Classé         | 1997           | Cathédrale Notre-Dame-de-la-Seds de Toulon        |
| Caserne retranchée du Faron                       | Toulon  |                                                                             | 43° 08′ 30″ nord, 5° 57′ 25″ est | « PA83000037 » | Inscrit        | 2015           | Image manquante Téléverser                        |
| Ancien cercle naval de Toulon                     | Toulon  | 29 avenue Jean Moulin                                                       | 43° 07′ 18″ nord, 5° 55′ 43″ est | « PA83000042 » | Inscrit        | 8 février 2018 | Ancien cercle naval de Toulon                     |
| Retranchement dit Crémaillère du Faron            | Toulon  |                                                                             | 43° 08′ 29″ nord, 5° 57′ 31″ est | « PA83000038 » | Inscrit        | 2016           | Image manquante Téléverser                        |
| Comédie de Toulon                                 | Toulon  | 4bis rue Denfert-Rochereau                                                  | 43° 07′ 29″ nord, 5° 55′ 44″ est | « PA83000007 » | Inscrit        | 1998           | Comédie de Toulon                                 |
| Corderie de Toulon                                | Toulon  |                                                                             | 43° 07′ 21″ nord, 5° 55′ 44″ est | « PA00081754 » | Classé         | 1911           | Corderie de Toulon                                |
| École élémentaire des Trois-Quartiers             | Toulon  | Rue du Progrès                                                              | 43° 07′ 41″ nord, 5° 56′ 42″ est | « PA83000018 » | Inscrit        | 2007           | École élémentaire des Trois-Quartiers             |
| Église Saint-François-de-Paule de Toulon          | Toulon  | Place Louis-Blanc                                                           | 43° 07′ 11″ nord, 5° 56′ 01″ est | « PA00081750 » | Classé         | 1942           | Église Saint-François-de-Paule de Toulon          |
| Église Saint-Louis de Toulon                      | Toulon  |                                                                             | 43° 07′ 24″ nord, 5° 55′ 50″ est | « PA00081751 » | Classé         | 1945           | Église Saint-Louis de Toulon                      |
| Fort Faron                                        | Toulon  |                                                                             | 43° 08′ 22″ nord, 5° 57′ 29″ est | « PA83000051 » | Inscrit        | 2021           | Image manquante Téléverser                        |
| Fort du Grand Saint-Antoine                       | Toulon  | Chemin du Fort Rouge                                                        | 43° 08′ 39″ nord, 5° 54′ 59″ est | « PA83000034 » | Inscrit        | 2014           | Fort du Grand Saint-Antoine                       |
| Fort Saint-Louis                                  | Toulon  | Boulevard Frédéric-Mistral                                                  | 43° 06′ 25″ nord, 5° 56′ 20″ est | « PA00081753 » | Inscrit        | 1948           | Fort Saint-Louis                                  |
| Hôpital Chalucet et jardin Alexandre-Ier          | Toulon  | Rue Chalucet Avenue Général-Leclerc Place Gabriel-Peri Avenue Lazare-Carnot | 43° 07′ 35″ nord, 5° 55′ 36″ est | « PA00125726 » | Inscrit        | 1993           | Hôpital Chalucet et jardin Alexandre-Ier          |
| Hôtel de ville de Toulon                          | Toulon  | Quai de la Sinse                                                            | 43° 07′ 13″ nord, 5° 55′ 56″ est | « PA00081755 » | Classé Inscrit | 1914 1926      | Hôtel de ville de Toulon                          |
| Jardin de rocaille de la maison Noble             | Toulon  | 3 Rue Beaussier                                                             | 43° 06′ 33″ nord, 5° 56′ 23″ est | « PA83000036 » | Inscrit        | 2014           | Jardin de rocaille de la maison Noble             |
| Monument aux morts de la Première Guerre mondiale | Toulon  | Place Gabriel-Péri                                                          | 43° 07′ 34″ nord, 5° 55′ 32″ est | « PA83000023 » | Inscrit        | 2010           | Monument aux morts de la Première Guerre mondiale |
| Porte du Musée de la Marine                       | Toulon  | Place Monsenergue                                                           | 43° 07′ 19″ nord, 5° 55′ 42″ est | « PA00081748 » | Classé         | 1910           | Porte du Musée de la Marine                       |
| Opéra de Toulon                                   | Toulon  | Boulevard de Strasbourg                                                     | 43° 07′ 27″ nord, 5° 55′ 57″ est | « PA00081759 » | Inscrit        | 1988           | Opéra de Toulon                                   |
| Palais épiscopal de Toulon                        | Toulon  | Cours Lafayette                                                             | 43° 07′ 17″ nord, 5° 56′ 05″ est | « PA00081792 » | Inscrit        | 1991           | Palais épiscopal de Toulon                        |
| Pavillon de la Consigne                           | Toulon  |                                                                             | à géolocaliser                   | « PA00081756 » | Inscrit        | 1943           | Image manquante Téléverser                        |
| Porte d'Italie                                    | Toulon  |                                                                             | 43° 07′ 17″ nord, 5° 56′ 14″ est | « PA00081757 » | Inscrit        | 1986           | Porte d'Italie                                    |
| Porte Malbousquet                                 | Toulon  |                                                                             | 43° 07′ 25″ nord, 5° 54′ 13″ est | « PA00081789 » | Inscrit        | 1989           | Porte Malbousquet                                 |
| Statue statue, niche, vasque                      | Toulon  | 67 chemin de Plaisance                                                      | 43° 07′ 49″ nord, 5° 55′ 10″ est | « PA00081758 » | Inscrit        | 1973           | Image manquante Téléverser                        |
| Tour Beaumont                                     | Toulon  | Route du Faron                                                              | 43° 09′ 00″ nord, 5° 55′ 46″ est | « PA83000035 » | Inscrit        | 2014           | Image manquante Téléverser                        |
| Tour royale                                       | Toulon  |                                                                             | 43° 06′ 10″ nord, 5° 55′ 33″ est | « PA00081752 » | Classé         | 1947           | Tour royale                                       |